# Historia de Tayikistán
Los tayikos, primitivos habitantes del actual Tayikistán, eran un pueblo iranio de lengua persa. Durante la antigüedad, estos pueblos estuvieron parcialmente sometidos a diversos imperios. En el siglo VIII fueron islamizados, y entre 875 y 999, bajo la dependencia del Imperio samánida, la región alcanzó un importante desarrollo cultural. Cayeron después bajo la influencia de pueblos turcos y mongoles. Formaron parte del Emirato de Bujará que, en la década de 1860, se convirtió en protectorado ruso. En 1920, la Unión Soviética se anexionó el territorio, y en 1924 se creó la República autónoma de Tayikistán. Tayikistán se convirtió en un estado independiente el 9 de septiembre de 1991.

## Época preislámica (600a.C.-651d.C.)

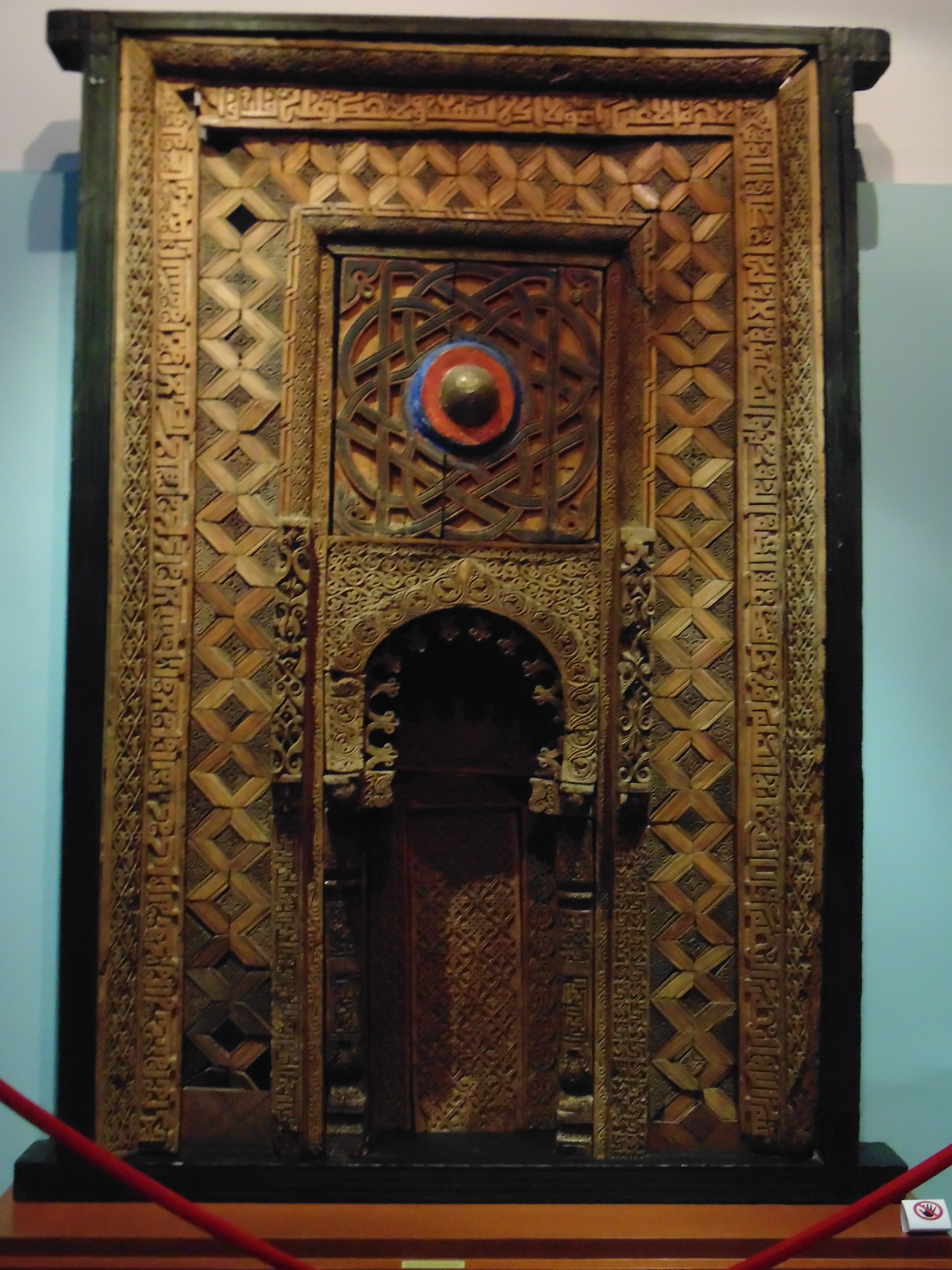
El altar de madera del período anteislámico (Iskodar, Tayikistán).

Tayikistán formó parte del Complejo arqueológico Bactria-Margiana durante la Edad de Bronce, con una cultura proto-indo-irania o proto-irania. En la Antigüedad Clásica, su territorio era parte 
de Escitia. 
La mayor parte del territorio del moderno Tayikistán formó parte de los antiguos reinos de Kamboja y Parama Kamboja, a los que se encuentran referencias en antiguos poemas épicos indios, como el Mahábharata. Los datos aportados por los lingüistas, combinados con antiguos testimonios literarios y epigráficos, han llevado a muchos eminentes indólogos a concluir que los antiguos kambojas ("una tribu irania de lengua avéstica") pertenecieron originalmente al área de lengua ghalcha de Asia Central. El Nirukta de Achariya Yasaka (siglo VII a. C.) atestigua que el verbo Śavati con el sentido de "ir" era utilizado únicamente por los kambojas. Se ha descubierto que los modernos dialectos Ghalcha, valkhi ,shigali, sriqoli, jebaka (también llamado sanglichi o ishkashim), munjani, yidga y yagnobi, hablados principalmente en Pamir y en la región de las fuentes del Amu Daria, utilizan todavía hoy términos derivados del antiguo kambojano Śavati con el sentido de "ir". El dialecto yagnobi, hablado en la provincia de Yagnobi, cerca del nacimiento del valle de Zeravshan, en Sogdiana, posee también una forma vestigial, "Śu", del antiguo kambojano Śavati, con el sentido de "ir". Además, Sir G Grierson afirma que el habla de Badakshan era ghalcha hasta hace unos tres siglos, en que fue suplantada por un dialecto del persa.

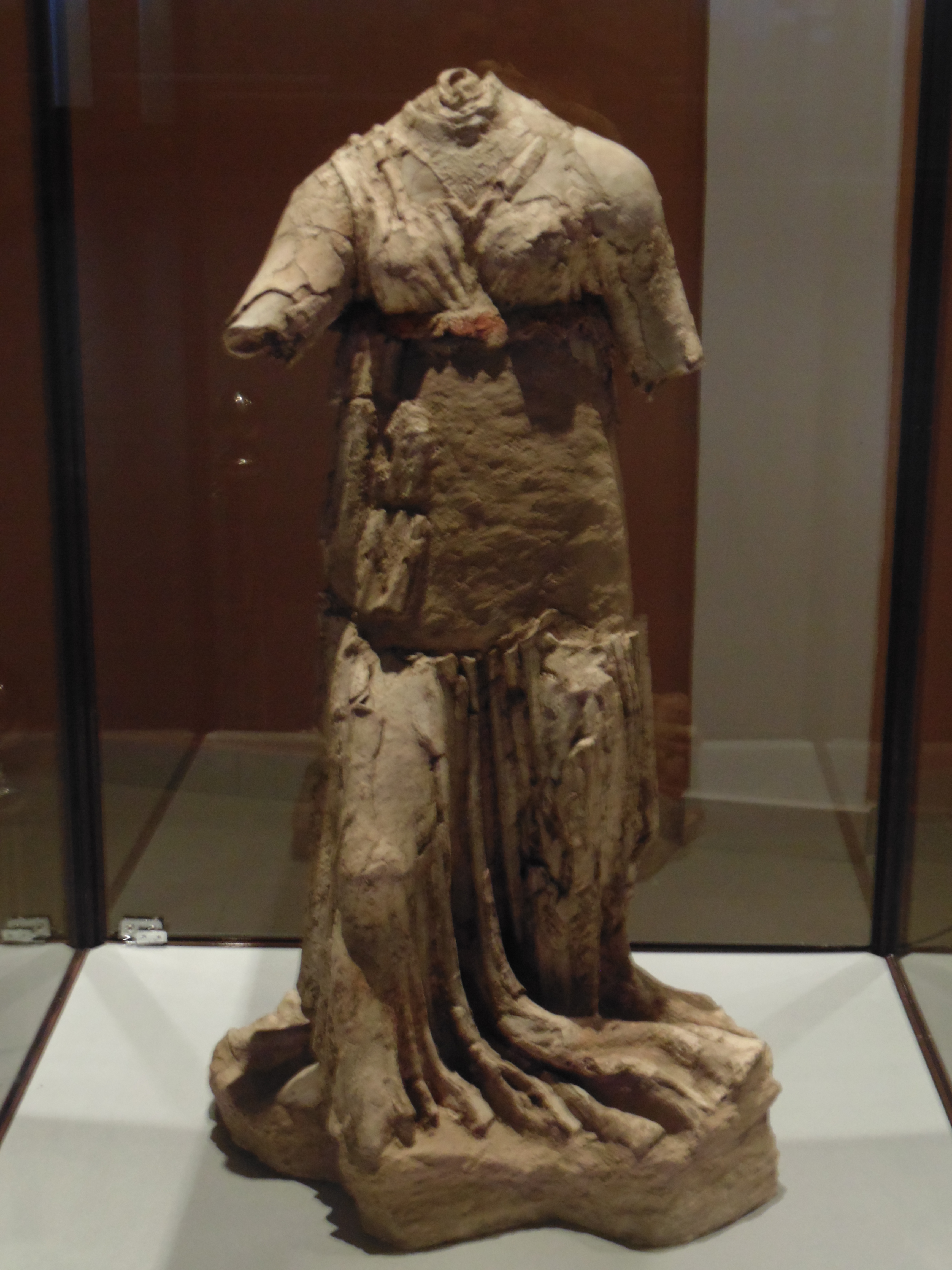
La escultura de la mujer del período anteislámico (Tayikistán).

 Por todo ello, es muy posible que la antigua Kamboja incluyese Badakshan, Pamir, y territorios norteños como la provincia de Yagnobi en el doab de los ríos Amu Daria y Sir Daria. Limitaba al este con Yarkand o Kashgar, al oeste con Bahlika (Uttaramadra), al norte con Uttarakuru, al sudoeste con Darada, y al sur con Gandhara. Numerosos indólogos localizan el reino original de Kamboja en el Pamir y Badakshan, y el de Parama Kamboja más al norte, en los territorios más allá de Pamir, esto es, el valle de Zeravshan, las partes más septentrionales de Sogdhiana/Fargana, en Sakadvipa, la Escitia de los autores clásicos griegos. Así pues, en época prebúdica (siglos VII-VI a. C.), partes del actual Tayikistán, incluyendo territorios tan lejanos como el valle de Zeravshan en Sogdiana, pertenecían a los antiguos reinos de Kamboja y Parama Kamboja, que estuvieron regidos por kambojas iranios, hasta que fueron anexionados por el Imperio aqueménida.
Sogdiana, Bactria, Merv y Corasmia eran las cuatro regiones principales en que se dividía el Asia Central habitada por los antepasados de los actuales tayikos. Los tayikos se encuentran ahora únicamente en las antiguas Bactria y Sogdiana. Merv está ahora habitada por turcomanos, y Corasmia por karakalpakos, uzbekos y kazajos. Los sogdianos eran célebres por ser altos, corpulentos y rubios; posiblemente eran parecidos a los escitas. Bactria y Corasmia fueron reinos en diferentes épocas históricas, a diferencia de Sogdiana y Merv, regiones sometidas a diferentes estados. Sogdiana estaba constituida por los valles de los ríos Zeravshan y Kashka-Darya. En la actualidad, uno de los pueblos supervivientes de Sogdiana que hablan un dialecto del idioma sogdiano son los yaghnobis y los shugnanis, que habitan en el norte de Tayikistán, alrededor del valle del Zeravshan. A Bactria pertenecían el norte de Afganistán (el actual Turquestán afgano), entre la cordillera del Hindu Kush y el río Amu Daria (Oxus), y algunos territorios del sur del actual país. Durante diferentes épocas, Bactria fue el centro de varios reinos o imperios, y es posiblemente la región en la que se originó el zoroastrismo. El Avesta, libro sagrado de esta religión, se escribió en el antiguo dialecto bactriano, y se ha pensado incluso que Zoroastro pudo haber nacido en Bactria. Corasmia fue un reino poderoso durante diferentes épocas de su historia, y estaba localizado al sudeste del Mar de Aral, en lo que, según descubrimientos arqueológicos, era un área muy fértil. Merv estaba situado en la llanuna del Amu Daria, al sur de Khorezm. 

### Época aqueménida (550a.C.-329a.C.)

El Imperio aqueménida en su época de máxima extensión.

Durante el período aqueménida, Sogdiana fue una de las provincias del Imperio persa. En esta época se fundaron las ciudades de Panjakent e Istarawshan.

### Época helenística (329a.C.-90a.C.)

Mapa del Imperio de Alejandro.

Después de que los persas fueran vencidos por Alejandro Magno, Bactria, Sogdiana y Merv, antes parte del Imperio aqueménida, tuvieron que defenderse por sí mismas de los nuevos invasores. De hecho, los macedonios encontraron una dura resistencia del gobernador sogdiano Spitamenes. Alejandro se casó con Roxana, hija de un gobernante local, y heredó su territorio. Tras la muerte de Alejandro, los territorios fueron regidos durante unos 200 años por los seléucidas y los greco-bactrianos. En el último siglo antes de nuestra era, los escitas del este destruyeron los últimos estados helenísticos y, junto con los tocarios, con los que estaban estrechamente relacionados, crearon el Imperio kushan hacia el año 30 a. C.

### Imperio kushan (30a.C.-410)
Durante los siguientes 400 años, hasta 410, el Imperio kushan se convirtió en la principal potencia en la región, rivalizando con el Imperio romano, el Imperio parto y el Imperio Han en China. Enviados de la Dinastía Han viajaron por el territorio durante el siglo II. A finales de la época kushan, el Imperio se debilitó considerablemente, y tuvo que defenderse de las agresiones del Imperio sasánida, que había reemplazado al Imperio parto. El famoso shah kushan Kanishka promovió el budismo, que durante su reinado se difundió a China desde Asia Central.

### Los heftalitas (410-565)
Los heftalitas son considerados otra tribu emparentada con los escitas, aunque hay una polémica acerca de su nombre (que significa "huno blanco"), que normalmente hace referencia a invasores turco-mongoles. Gracias a la arqueología se han descubierto varios indicios que prueban que los heftalitas eran un grupo de muchas tribus de orígenes diferentes: turcos, mongoles y tribus escitas turquizadas, sobre todo en cuanto al idioma. Su lengua era un dialecto túrquico. En Bactria, el idioma empleado para la administración era el bactriano. Los heftalitas fueron destruidos en 565 por las fuerzas combinadas de los sasánidas y los gökturks.

### Dominio de los göktürks (565-658)
El origen de los gökturks es incierto, pero parece que lo más probable es que habitasen al sur de los montes Altái hasta el año 542. Las fuentes chinas sugieren que eran descendientes de los hunos y los localizan al norte de éstos (los hunos eran otra tribu prototúrquica).

## Imperios islámicos (710-1218)

### El califato árabe (710-867)

La época de los califas
Profeta Mahoma, 622-632
Primeros califas, 632-661
Califato omeya, 661-750.

Los principados de Transoxiana no llegaron nunca a formar una confederación duradera. Desde el año 651, los árabes comenzaron a atacar periódicamente la Transoxiana, pero hasta el nombramiento de Ibn Qutaiba como gobernador de Jorasán, en el año 705, durante el reinado de Walid I, el califato no tomó la decisión de anexionarse las tierras del otro lado del Oxus. En 715, esa anexión ya se había completado. La región entera pasó por tanto al control del califa y, por ende, del Islam, pero los árabes optaron por gobernar por mediación de los reyes locales sogdianos y de los dihqans.  La ascensión al trono de los abasíes, que regirían los destinos del califato entre 750 y 1218, inauguró una nueva etapa en la historia de Asia Central. Mientras que los omeyas, sus predecesores, habían sido poco más que los dirigentes de una confederación escasamente cohesionada de tribus árabes, los abasíes llegaron a construir un gran estado centralizado multiétnico que emularía y perfeccionaría la maquinaria administrativa del estado sasánida. Unificaron bajo un solo gobierno la Transoxiana y el Próximo Oriente, lo que no se había producido desde la época de Alejandro Magno.

### Imperio samánida (900-999)
El Islam se difundió rápidamente por Transoxiana. La nueva religión fue bien recibida en general, ya que prometía una mayor movilidad social y creaba condiciones favorables para el comercio. Junto con el islam llegó la lengua árabe, la lengua de la corte abasí. Puede haber estimulado también el surgimiento del idioma persa moderno (Dari), en el cual la proporción de préstamos del árabe oscilaba entre el 10% del vocabulario de Rudaki (siglos X y XI), y el 40% en los escritos de Baihaqi (siglo XI). En cualquier caso, la lengua dari continuaría teniendo un porcentaje de vocabulario de origen árabe excepcionalmente alto hasta el primer cuarto del siglo XIX.
La dinastía samánida, que gobernó (819-1005) Jorasán (Irán oriental) y   Transoxiana, había sido fundada por Saman-Khuda. Los samánidas fueron una de las primeras dinastías puramente autóctonas que gobernaron en Persia después de la conquista de los árabes musulmanes. La dinastía no alcanzó un poder verdaderamente amplio hasta el reinado de Ismail I (892-907), biznieto de Saman-Khuda. En 900, Ismail derrotó a los safáridas en Jorasán, donde su hermano era el gobernador de Transoxiana, y su poder se extenidó por todas las regiones combinadas. Las ciudades de Bujara (la capital samánida) y Samarkanda se convirtieron en importantes centros artísticos, científicos y literarios, con industrias como la alfarería y el trabajo del bronce. Después de 950, el poder samánida se debilitó, pero volvió a resurgir brevemente bajo Nuh II, que gobernó entre 976 y 997. Sin embargo, al ser invadido el Imperio Abasí por musulmanes turcos, los samánidas fueron definitivamente derrotados; en 999, Bujara cayó ante un ejército combinado de gaznávidas y qarakhánidas. Ismail II, fallecido en 1005, último gobernante de la dinastía, luchó brevemente (1000-1005) para conservar su territorio, pero finalmente fue asesinado.  
Aunque breve, durante este período florecieron el arte y la ciencia de los tayikos, y algunos intelectuales de la época son famosos todavía hoy, como es el caso de Ibn Sina (Avicena). El moderno estado de Tayikistán considera que el nombre y la identidad tayikos, aunque habitaran la zona desde milenios antes, comenzó su formación durante el período samánida. 
El ataque de los turcos qarakhánidas acabó con el reino samárida; durante los nueve siglos siguientes, los gobernantes de la región serían turcos.

### Qarajánidas (999-1211) y jorezmitas (1211-1218)
Tras el final de la dinastía samánida, Asia Central se convirtió en el campo de batalla de numerosos pueblos invasores procedentes del nordeste, los qarajánidas y jorazmitas.

## Los mongoles y sus sucesores (1218-1740)

### Imperio mongol (1218-1370)
El Imperio mongol, que se había extendido por Asia Central, invadió Jorezam y saqueó las ciudades de Bujara y Samarkanda, saqueando y masacrando a sus habitantes.

### Imperio Timúrida (1370-1506)
Timur, fundador del Imperio Timúrida, nació el 8 de abril de 1336 en  Kesh, cerca de Samarkanda. Era miembro de la tribu turquizada de los barlas, un subgrupo mongol que se había asentado en Transoxiana tras haber tomado parte en las campañas en la región de Chagatai, el hijo de Genghis Kan. Comenzó como jefe de bandidos: durante este período, recibió una herida de flecha en la pierna, por lo que en adelante fue conocido como Timur-e Lang (en dari, Timur el Cojo), denominación que en Occidente se transformó en Tamerlán.
Aunque el último gobernante timúrida del Herat, Badi az Zaman, sucumbió finalmente ante los ejércitos del uzbeko Muhammad Shaibani Kan en 1506, el gobernante timúrida de Ferghana, Zahir-ud-Din Babur, logró sobrevivir, y fundó una nueva dinastía timúrida en la India, donde sus descendientes fueron conocidos como Grandes Mogoles.

### Dominio shaybánida (1506-1598)
El estado shaybánida fue dividido en feudos entre todos los sultanes de la dinastía, quienes designarían como gobernante supremo (Kan) al miembro del clan de más edad. La sede del kan fue primero Samarkanda, la capital de los timúridas, pero algunos de los kanes prefirieron residir en sus antiguos feudos. Bujará se convirtió en la sede del Kan por primera vez bajo Ubaid Allah Kan (r.1533-1539).

### La dinastía Astrakhánida (Janid) (1598-1740)
El período de expansión política y de prosperidad económica duró poco. Poco después de la muerte de Abd Allah Kan, la dinastía shaibánida desapareció, y fue reemplazada por la de los Janid o Astrakhanid (Ashtarkhanid), otra rama de los descendientes de Jöchi, cuyo fundador estaba relacionado por matrimonio con Abd Allah Kan.

## Dominio de Persia y de Bujará (1740-1820)

### Dinastía afshárida (1740-1756)
En 1740, el Kanato Janid fue conquistado por Nadir Shah, el gobernante afshárida de Persia. El kan Janid Abu al Faiz conservó su trono como vasallo de Nadir.

### Dinastía Manghit (1756-1820)
Tras la muerte de Nadir Shah en 1747, el jefe de la tribu manghit, Muhammad Rahim Biy Azaliq, venció a sus rivales de otras tribus con el apoyo de la población urbana, consolidó su poder en el Kanato de Bujará, y fue proclamado kan en 1756. Su sucesor, sin embargo, gobernó a través de kanes títeres de origen Jamid. El tercer gobernante Manghit, Shah Murad (r.1785-1800), decidió finalmente deponer a los Janid y subir él mismo al trono. No adoptó el título de kan, sino el de emir, que utilizaron también sus sucesores, ya que no eran de ascendencia Genghisid. El Emirato de Bujará de los manghits era menos extenso que el kanato de sus predecesores; perdió importantes provincias al sur de Amu Daria y de la llanura del Syr Daria. Merv, conquistada por Shah Murad en 1785-1789, se perdió en 1823. Bajo los Mangits, la administración del país estuvo más centralizada.

## Historia moderna: 1800s-presente

### Vasallaje ruso (1868-1920)
El conflicto con Rusia comenzó en 1865, poco después de la conquista rusa de Tashkent. Gracias a su mayor desarrollo tecnológico, los rusos tuvieron escasas dificultades para conquistar las regiones habitadas por los tayikos, y solo encontraron fuerte resistencia en Jizzakh, Ura-Tyube, y cuando su guarnición en Samarkanda fue asediada en 1868 por fuerzas de Shahr-e Sabz y por los habitantes de la ciudad. El ejército del Emirato de Bujará fue completamente derrotado en tes batallas, y el 18 de junio de 1868 Amir Muzaffar al Din (r.1860-1885) firmó un tratado de paz con el gobernador general del Turquestán ruso, Konstantin Petrovich Von Kaufman. Samarkanda y el alto Zeravshan fueron anexionados a Rusia, y el país se abrió al comercio ruso. El emir conservó su trono como vasallo de Rusia, y compensó sus pérdidas territoriales consiguiendo controlar, con ayuda rusa, Shahr-e Sabz y las montañosas regiones del alto valle del Zeravshan en 1870, y anexionándose los principados del Pamir occidental en 1895. A finales de agosto de 1920, el último emir, Sayyid Alim Khan, fue destronado como resultado de la invasión del emirato por tropas soviéticas. El 6 de octubre de ese mismo año el emirato fue abolido, y proclamada la República Socialista Soviética de Bujara.

### Dominio soviético (1920-1991)
Siguiendo la política soviética de reestructurar las fronteras internas, eliminando así las unidades estatales preexistentes, en 1924 se creó la República Socialista Soviética de Uzbekistán. Dentro de esta nueva república estaba integrado Tayikistán, como república autónoma. La República autónoma de Tayikistán incluía lo que antes había sido Bukhoro oriental. Tenía una población de 740.000 habitantes, dentro del total de cinco millones de la RSS de Uzbekistán. Se estableció la capital en Dusambé, que en 1920 tenía solo 3.000 habitantes. 
Las ciudades tayikas de Bujará y Samarkanda quedaron fuera de la república autónoma, por lo que sus habitantes se vieron obligados a conformarse con su nueva identidad administrativa uzbeka. Se cerraron las escuelas tayikas y los miembros de esta etnia fueron excluidos de las posiciones de liderazgo. 
El 2 de octubre de 1929, la entonces República Autónoma Socialista Soviética de Tayikistán, se transformó en la República Socialista Soviética de Tayikistán, incluyendo la región autónoma de Gorno Bajadchan, en el norte del actual estado. A pesar de esta nueva adición de territorio, Tayikistán continuó siendo la república más pequeña de Asia Central. En 1926 empezó a publicarse el primer periódico en tayiko, y se crearon nuevas instituciones educativas.
Entre 1921 y 1927, durante la Nueva Política Económica, los gobernantes soviéticos promovieron el cultivo del algodón en la zona. En cambio, declinó la producción de arroz. 
Durante la década de 1970 aumentó la influencia islámica en la región.

### Tayikistán independiente (1991-actualidad)
En los últimos años de la Unión Soviética (1986-1990), en la RSS de Tayikistán se implementaron medidas aperturistas, a causa de las multitudinarias protestas y de las iniciativas de unos pocos miembros destacados del Majlisi Oli (Verkhovniy Soviet) o Parlamento. A la larga, estas medidas desembocarían en la independencia. Durante esta época fue promoviéndose cada vez más el uso del idioma tayiko, que era oficial en la RSS de Tayikistán junto con el ruso. Al mismo tiempo, los habitantes étnicamente rusos de la república fueron perdiendo influencia política en favor de los tayikos. 
Surgieron destacados líderes de un movimiento por la independencia, que se conoció como la Oposición. La Oposición dirigió las protestas masivas que se llevaron a cabo en Dusambé, que finalmente obligaron a dimitir al presidente comunista, de etnia tayika, Qahhor Mahkamov. La victoria en las elecciones presidenciales que siguieron de Rahmon Nabiyev, un comunista de la "vieja guardia" soviética (también de etnia tayika), fue contestada por la oposición mezclada de nacionalistas liberales y de islamistas. Los enfrentamientos políticos fueron una expresión de las luchas por el poder entre los diferentes grupos étnicos y regionales. 
Emomali Rahmon llegó al poder en 1994 y continúa gobernando hasta el día de hoy. La limpieza étnica fue controvertida durante la guerra civil en Tayikistán. Al final de la guerra, Tayikistán se encontraba en un estado de completa devastación. Los muertos estimados superaban los 100.000. Alrededor de 1,2 millones de personas eran refugiados dentro y fuera del país. En 1997, se alcanzó un alto el fuego entre Rahmon y los partidos de oposición (Oposición Tayika Unida).
En 1999 se celebraron elecciones pacíficas, pero la oposición las calificó de injustas y Rahmon fue reelegido por voto casi unánime. Las tropas rusas estuvieron estacionadas en el sur de Tayikistán para proteger la frontera con Afganistán hasta el verano de 2005. Desde los ataques del 11 de septiembre de 2001, tropas estadounidenses, indias y francesas también han estado estacionadas en el país.
En octubre de 2020, el presidente Emomali Rahmon fue reelegido para el próximo período de siete años con el 90 % de los votos, luego de una elección estrictamente controlada y cuestionada en cuanto a su legitimidad.